# 多齿列当
多齿列当（学名：Orobanche uralensis）为列当科列当属下的一个种。

## 扩展阅读
維基物種上的相關：多齿列当